# 아제롤라
아제롤라(이탈리아어: Agerola)는 이탈리아 캄파니아주의 나폴리현에 있는 코무네다. 나폴리로부터 남동쪽으로 35km 거리에 있다.

## 같이 보기
- 아말피 해안